# 没有极限的增长
没有极限的增长是一本朱利安·林肯·西蒙创作的关于自然资源经济学的书籍，1981年出版，1996年出版第二版（The Ultimate Resource 2）。